# Molukkenkakadu

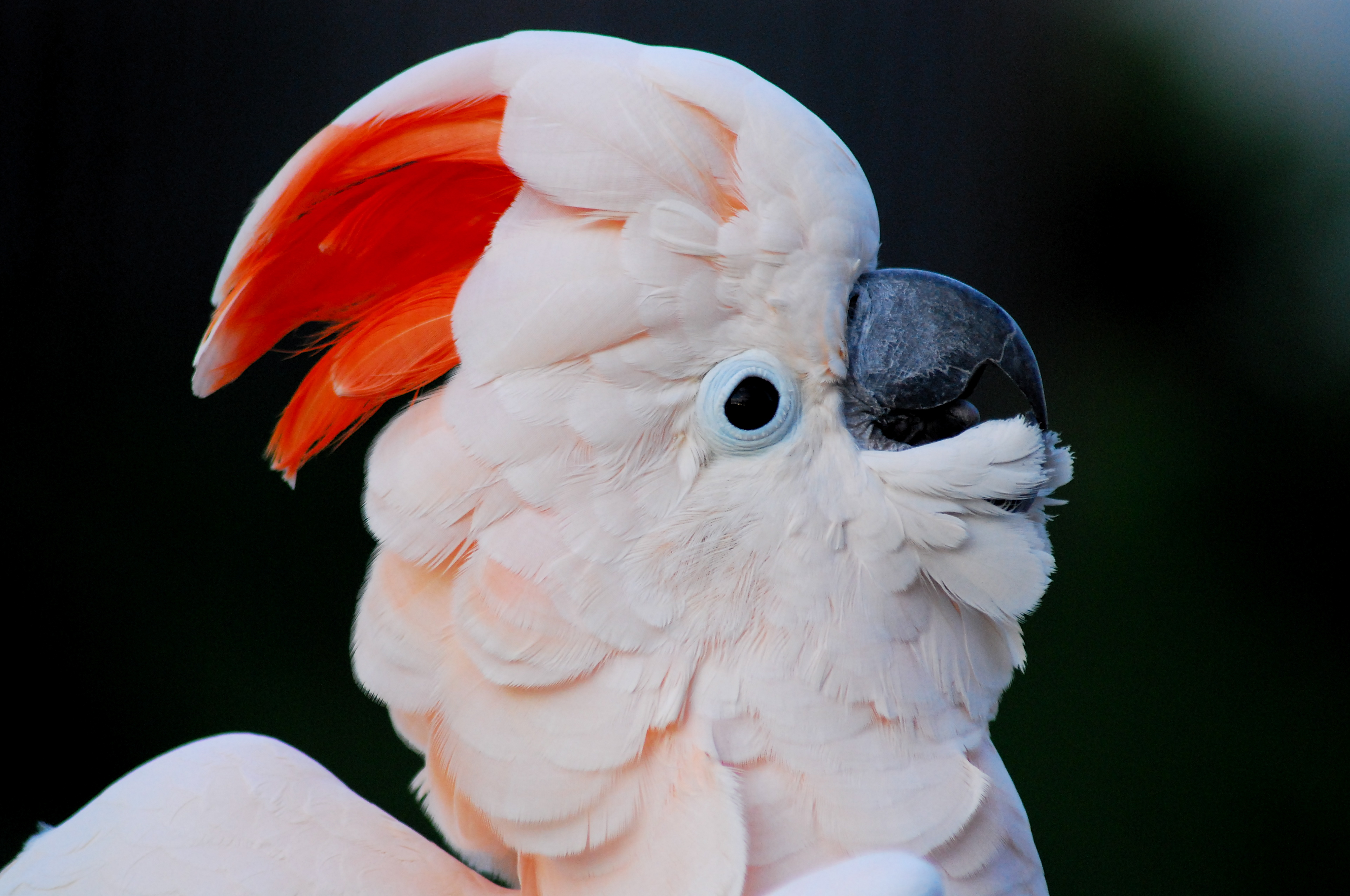
Molukkenkakadu mit teilweise aufgestellter Haube

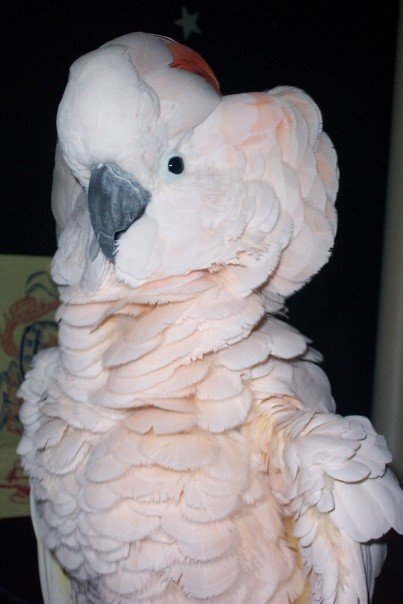
Balzender Molukkenkakadu

Der Molukkenkakadu (Cacatua moluccensis) gehört zur Ordnung der Papageien. Anders als die meisten Kakaduarten ist er auf ein sehr kleines Verbreitungsgebiet begrenzt. Er kommt ausschließlich auf den Südlichen Molukken Seram, Saparua, Haruku vor und ist mittlerweile auf Ambon eingebürgert.
In ihrem Verbreitungsgebiet gelten die Molukkenkakadu teils als landwirtschaftliche Schädlinge. Besonders gefürchtet sind sie, weil sie halbreife Samenstände der Kokosnusspalme fressen und so die Ernteerträge substantiell schädigen können.

## Aussehen
Molukkenkakadus erreichen eine Körperlänge von 52 Zentimeter. Sie zählen damit zu den großen Kakaduarten. Die Grundfarbe der Molukken ist weiß. Einzelne Tiere haben auch einen rosa Schimmer über das Gefieder verteilt. Beide Geschlechter zeichnet die leuchtend rote Haube, deren Farbe besonders deutlich beim Aufstellen sichtbar wird, aus. Einige Molukken haben zusätzlich noch im Bereich der Innenseiten der Schwingen und im Schwanzfederbereich gelblich gefärbte Federn. Der Schnabel ist groß und schwarz. 
Die Füße sind grau-schwarz und sehen aus wie beschuppt. Diese Zeichnung wird zu den Zehen hin größer, wobei die Krallen schwarz sind. Um die Augen haben sie einen weißen, unbefiederten Ring.

## Verbreitung und Lebensraum
Das Hauptverbreitungsgebiet der Molukkenkakadus ist die indonesische Insel Seram, eine westlich von Neuguinea gelegene, rund 350 Kilometer lange und maximal 50 bis 60 Kilometer breite Insel. In der Mitte der Insel zieht sich ein bis zu 3.000 Meter hoher Gebirgszug, den die Molukkenkakadus jedoch meiden. Sie sind nur bis zu einer Höhe von bis etwa 1000 Metern NN zu beobachten. Die Inseln Saparua und Haruku, die beide vor der südwestlichen Küste von Seram liegen und zwischen 300 und 400 Quadratkilometer groß sind, werden dagegen großräumig von Molukkenkakadus besiedelt. Charakteristisch für das Verbreitungsgebiet ist ein tropisch-feuchtes Klima ohne starke jahreszeitliche Schwankungen. 
In vielen Gebieten wurden sie bereits ausgerottet. Der Bestand in freier Natur wird auf ca. 2000 Tiere geschätzt. Grund der starken Gefährdung ist der schwunghafte Wildvogelhandel, hauptsächlich mit der westlichen Welt. Darüber hinaus wird der natürliche Lebensraum der Molukkenkakadus jedoch auch immer mehr eingeschränkt und die Wälder und Sumpfgebiete vernichtet.
In ihrem natürlichen Verbreitungsgebiet halten sich Molukkenkakadus in Waldbereichen, Sumpfgebieten und anderen Biotopen auf. Bewohnte Gebiete werden nicht angenommen.

## Ernährung und Lebensweise
Molukkenkakadus leben paarweise oder in kleinen Schwärmen. Es sind tagaktive Vögel, die morgens nach einer kurzen Putz- und Rufphase ihre Nahrungsgründe aufsuchen. Charakteristisch für Molukkenkakadus ist, dass sie meist knapp über die Baumkronen fliegen. Eine zweite, intensive Phase der Nahrungssuche ist am Nachmittag. Dazwischen ruhen die Molukkenkakadus in Baumkronen, dösen oder widmen sich der Gefiederpflege. 
Das Nahrungsspektrum der Molukken erstreckt sich über alle möglichen und saisonal zur Verfügung stehenden Wildsämereien, Kräuter und Früchte. Beim Obst wird zumeist nur das Fleisch verzehrt und die Schalen übrig gelassen. Sehr gern werden auch Hölzer zernagt. Dies ist auch für die Schnabelabnutzung unabdingbar. 
Es kann davon ausgegangen werden, dass Molukkenkakadus in freier Natur eine sehr enge Paarbindung eingehen. Die Partner verbringen ihr ganzes Leben miteinander. Es ist jedoch ungeklärt, ob sie sich beim Verlust eines Partners eine neue Paarbildung ergibt. 

## Verhalten und Fortpflanzung
Da auch Molukkenkakadus sehr sozial lebende Vögel sind, trifft man sie häufig in kleineren bis mittleren Gruppen an. Dem Brutgeschäft gehen die Paare wahrscheinlich getrennt und alleine, jedoch vermutlich immer in der Nähe der Gruppe, nach. Es kann auch davon ausgegangen werden, dass alle geschlechtsreifen Tiere der Gruppe gleichzeitig mit der Brut beginnen. Die Tiere sind äußerst scheu und vorsichtig und ergreifen bei Störungen die Flucht. Gesicherte Freilandbeobachtungen liegen bis heute nicht vor. Die Stimme der Molukkenkakadus ist sehr durchdringend. Sie sind aber auch in der Lage, Pfeiftöne von sich zu geben und einige andere Geräusche nachzuahmen. Ihr Sprachtalent ist eher unterentwickelt. Die meisten Molukken können nur einige Wörter der menschlichen Sprache erlernen und wiedergeben.
In freier Natur dauert die Brutsaison von Dezember bis März. (Bei auf der Nordhalbkugel gehaltenen Vögeln fällt die Brutzeit in den Nordsommer.) Zwei Bruten sind möglich. Ihre Bruthöhlen befinden sich in großen Höhen; die Höhlen sind wahrscheinlich sehr tief. Das Eigelege besteht aus zwei bis drei Eiern.

## Heimtierhaltung
Molukkenkakadus gelangten zeitweilig sehr häufig in Nordamerika und Europa als Wildfänge in den Handel. Zeitweise wurden jährlich mehr als 6.000 Molukkenkakadus gefangen und gehandelt. Die Art gilt mittlerweile als gefährdet und wird seit 1989 im Anhang I der CITES-Vereinbarung geführt. Seitdem ist der Handel mit Wildfängen illegal. Ein Handel mit nachgezüchteten Molukkenkakadus ist nur mit den entsprechenden CITES-Zertifikaten erlaubt. Nach wie vor kommt es jedoch zu illegalen Fängen und einem illegalen Handel mit dieser Kakaduart, für die hohe Preise bezahlt werden. 
Molukkenkakadus gelten als anspruchsvolle Pfleglinge, die häufig eine enge Bindung an eine bestimmte Person in der Familie entwickeln. Problematisch in der Haltung ist ihr sehr großer Nagetrieb. Der auf Papageien spezialisierte Ornithologe Dieter Hoppe weist darauf hin, dass ein von ihm gehaltenes Molukkenmännchen sogar einen von einem Schlosser extra angefertigten Volierenkäfig aus 1,5 Millimeter starkem Blech mit verschweißten Nähten zerstörte. Grundsätzlich gilt heute nur noch eine paarweise Haltung in großen Volieren als artgerecht.

## Belege